# Estado Soberano de Aeterna Lucina
El Estado Soberano de Aeterna Lucina (llamada  oficialmente en inglés Sovereign State of Aeterna Lucina y también denominado Sovereign Humanitarian Mission State of Aeterna Lucina) era una micronación que desapareció al fallecer su creador.

## Localización
Estaba situado en una propiedad rural llamada Vitama, que estaba situada en la sierra de Snowy, en  Cooma, Nueva Gales del Sur, Australia.

## Historia
Fundado en 1978 por el pensionista alemán  Paul Baron Neuman, en su propiedad de Byron Bay (Nueva Gales del Sur, Australia). Paul Neuman afirmaba haber recibido en Maldivas, por parte del exrey Hassan III de Afganistán, el título de Barón de Neuman de Kara Bagh, así como otros cientos de honores. Posteriormente la capitalidad de la micronación pasaría a Curl Curl, un suburbio de la ciudad de Sídney y finalmente a la villa de Cooma, situada también en Nueva Gales del Sur.